# Goldwater Women's Tennis Classic 2011
Il Goldwater Women's Tennis Classic 2011 è stato un torneo professionistico di tennis femminile giocato sul cemento. È stata la 3ª edizione del torneo, che fa parte dell'ITF Women's Circuit nell'ambito dell'ITF Women's Circuit 2011. Si è giocato a Phoenix (Arizona) negli USA dal 7 al 13 novembre 2011.

## Partecipanti

### Teste di serie
| Nazionalità | Giocatrice        | Ranking* | Testa di serie |
| ----------- | ----------------- | -------- | -------------- |
| Stati Uniti | Irina Falconi     | 79       | 1              |
| Stati Uniti | Varvara Lepchenko | 103      | 2              |
| Lussemburgo | Mandy Minella     | 119      | 3              |
| Stati Uniti | Jamie Hampton     | 125      | 4              |
| Cina        | Zhang Shuai       | 127      | 5              |
| Stati Uniti | Coco Vandeweghe   | 128      | 6              |
| Italia      | Camila Giorgi     | 143      | 7              |
| Croazia     | Ajla Tomljanović  | 147      | 8              |

- Ranking al 31 ottobre 2011.

### Altre partecipanti
Giocatrici che hanno ricevuto una wild card:
- Gail Brodsky
- Victoria Duval
- June Lee

Giocatrici che sono passate dalle qualificazioni:
- Elena Bovina
- Krista Hardebeck
- Grace Min
- Yasmin Schnack

## Campionesse

### Singolare
Sesil Karatančeva ha battuto in finale.  Michelle Larcher de Brito con il punteggio di 6–1, 7–5

### Doppio
Jamie Hampton /  Ajla Tomljanović hanno battuto in finale  Maria Sanchez /  Yasmin Schnack con il punteggio di 3–6, 6–3, [10–6]